# The Eyes of Mystery
Pour plus de détails, voir Fiche technique et Distribution.
The Eyes of Mystery est un film américain réalisé par Tod Browning, sorti en 1918.

## Synopsis
Carma Carmichael, qui vit avec son oncle Quincy Carmichael, est enlevée par son père et retenue pour une rançon. Son oncle va alors faire croire à sa mort pour piéger ses ravisseurs et permettre à son mari, Jack Carrington, de devenir son héritier. Apprenant cela, la nièce est  furieuse contre son oncle et est déterminée à reprendre ce qui lui appartient. En fouillant dans les papiers de son oncle, elle découvre que l'homme qu'elle croit être son père est en réalité un imposteur et que son père est mort. Le prétendu père de Carma et un groupe de distillateurs d'alcool attaquent la maison des Carmichael et sont repoussés par Carma, Jack et un ami. Quincy, croyant qu'il est temps de revenir à la vie, le fait à temps pour amener la troupe du shérif sur le terrain de la maison pour chasser et capturer les escrocs.

## Fiche technique
- Titre : The Eyes of Mystery
- Réalisation : Tod Browning
- Scénario : June Mathis, Octavus Roy Cohen et J.U. Giesy
- Pays d'origine : États-Unis
- Format : Noir et blanc - 1,33:1 - Film muet
- Date de sortie : 1918

## Distribution
- Edith Storey : Carma Carmichael
- Bradley Barker : Jack Carrington

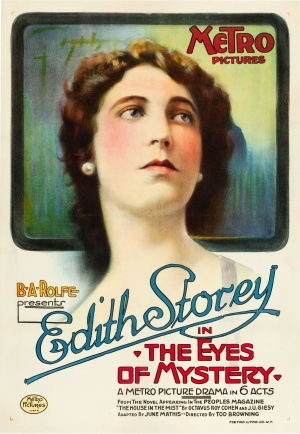
Edith Storey à l'affiche du film.

- Harry Northrup : Roger Carmichael
- Frank Bennett : Seth Megget
- Louis Wolheim : Brad Tilton